# Super Bowl XVIII
Match précédent Match suivant
Le Super Bowl XVIII est la dix-huitième finale annuelle de la ligue nationale de football américain (NFL). Le match a opposé les Washington Redskins, champions de la Conférence NFC, et les Los Angeles Raiders, champions de la Conférence AFC. Les Raiders (15 victoires - 4 défaites) ont battu les Redskins (16 victoires - 3 défaites) sur le score de 9-38, gagnant ainsi leur troisième titre au Super Bowl. Le MVP du match est le running back de Los Angeles Marcus Allen.
Le match a été disputé le 22 janvier 1984 au Tampa Stadium de Tampa (Floride) où évoluent les Buccaneers de Tampa Bay.

## Score du match
| Score    | Q1 | Q2 | Q3 | Q4 | Total |
| -------- | -- | -- | -- | -- | ----- |
| Redskins | 0  | 3  | 6  | 0  | 9     |
| Raiders  | 7  | 14 | 14 | 3  | 38    |

## Publicité
C'est lors du troisième quart-temps qu'a été diffusé le célèbre spot publicitaire 1984 pour le Macintosh.